# Mesosa albidorsis
Mesosa albidorsis är en skalbaggsart som först beskrevs av Francis Polkinghorne Pascoe 1865.  Mesosa albidorsis ingår i släktet Mesosa och familjen långhorningar.
Artens utbredningsområde är Filippinerna. Inga underarter finns listade i Catalogue of Life.